# Hepatitis E
L'Hepatitis E és una hepatitis vírica (amb inflamació del fetge) causada per la infecció per un virus anomenat Virus de l'hepatitis E (Hepatitis E Virus,HEV). Aquest virus és de cadena de RNA simple, icosahèdric i amb un genoma de 7,5 kilobases. El HEV té una via de transmissió fecal-oral. És un dels cinc virus de l'hepatitis coneguts, els altres són els virus, A, B, C i D. La primera infecció amb el virus de l'hepatitis E es va documentar l'any 1955 a Nova Delhi, Índia.
Actualment es classifica com dins el gènere Orthohepevirus de la família Hepevirus.

## Epidemiologia
La incidència d'aquest virus és més alta en joves i adults entre els 15 i 40 anys. Els infants agafen la malaltia però poques vegades presenten els símptomes. Les taxes de mortalitat generalment són baixes i generalment el pacient es recupera per ell mateix. A vegades pot ser greu pel fetge i és mortal en el 2% dels casos. En les embarassades sovint és més sever que l'hepatitis A. Les epidèmies es desenvolupen en països amb deficients condicions sanitàries. Està estesa pel sud de l'Àsia, nord i centre de l'Àfrica, l'Índia i l'Amèrica Central. La transmissió persona a persona és poc comuna. Els brots sovint passen quan arriben les pluges del Monsó i altres pluges intenses perquè interrompen el subministrament d'aigua.
Els animals domèstics en són un reservori. Els porcs han arribat a estar infectats en un 95%. També hi ha hagut transmissió per menjar carn poc cuita de senglar i cervol.
També s'han identificat com transmissors altres animals (com la rata negra).

## Prevenció
La mesura més important és la millora de la salubritat i la higiene. S'ha desenvolupat, i està en fase de proves, una vacuna basada en proteïnes virals recombinants.